# Phytichthys chirus
Phytichthys chirus és una espècie de peix de la família dels estiquèids i l'única del gènere Phytichthys.

## Descripció
- Fa 20 cm de llargària màxima i és de color verd oliva a marró fosc oliva al dors, i de groc a verd al ventre. Presenta taques més fosques als flancs i 4 ratlles clares i fosques que s'originen als ulls. Aletes de verdes a marrons i tenyides de groc.
- 69-78 espines i cap radi tou a l'aleta dorsal. 2-3 espines i 40-50 radis tous a l'aleta anal.
- Aleta caudal arrodonida i pectorals molt petites.[10][11][12]

## Alimentació
Menja crustacis i algues verdes i vermelles.

## Hàbitat i distribució geogràfica
És un peix marí, demersal (fins als 12 m de fondària) i de clima temperat (66°N-32°N), el qual viu al Pacífic oriental: a sota de les roques de les zones de marees des de les costes d'Alaska (les illes Aleutianes) a la mar de Bering fins al sud de Califòrnia (els Estats Units), incloent-hi la costa del Canadà (la Colúmbia Britànica).

## Observacions
És inofensiu per als humans.